# Neuilly-Saint-Front (tổng)
Tổng Neuilly-Saint-Front là một tổng ở tỉnh Aisne trong vùng Hauts-de-France.

## Địa lý
Tổng này được tổ chức xung quanh Neuilly-Saint-Front thuộc quận Château-Thierry. Độ cao thay đổi từ 55 m (Montigny-l'Allier) à 212 m (Grisolles) với độ cao trung bình 115 m.

## Hành chính
| Giai đoạn | Ủy viên      | Đảng | Tư cách |
| --------- | ------------ | ---- | ------- |
| 2008-2014 | André Rigaud | UMP  |         |
| 2001-2008 | André Rigaud | UDF  |         |

## Các đơn vị cấp dưới
Tổng Neuilly-Saint-Front gồm 33 xã với dân số là 9 553 người (điều tra năm 1999, dân số không tính trùng)
| Xã                      | Dân số | Mã bưu chính | Mã insee |
| ----------------------- | ------ | ------------ | -------- |
| Armentières-sur-Ourcq   | 105    | 2210         | 02023    |
| Bonnesvalyn             | 199    | 2400         | 02099    |
| Brumetz                 | 183    | 2810         | 02125    |
| Bussiares               | 101    | 2810         | 02137    |
| Chézy-en-Orxois         | 346    | 2810         | 02185    |
| Chouy                   | 318    | 2210         | 02192    |
| Courchamps              | 98     | 2810         | 02225    |
| La Croix-sur-Ourcq      | 91     | 2210         | 02241    |
| Dammard                 | 418    | 2470         | 02258    |
| La Ferté-Milon          | 2 109  | 2460         | 02307    |
| Gandelu                 | 641    | 2810         | 02339    |
| Grisolles               | 159    | 2210         | 02356    |
| Hautevesnes             | 146    | 2810         | 02375    |
| Latilly                 | 179    | 2210         | 02411    |
| Licy-Clignon            | 80     | 2810         | 02428    |
| Macogny                 | 56     | 2470         | 02449    |
| Marizy-Sainte-Geneviève | 124    | 2470         | 02466    |
| Marizy-Saint-Mard       | 55     | 2470         | 02467    |
| Monnes                  | 70     | 2470         | 02496    |
| Monthiers               | 142    | 2400         | 02509    |
| Montigny-l'Allier       | 239    | 2810         | 02512    |
| Neuilly-Saint-Front     | 2 088  | 2470         | 02543    |
| Passy-en-Valois         | 140    | 2470         | 02594    |
| Priez                   | 47     | 2470         | 02622    |
| Rocourt-Saint-Martin    | 295    | 2210         | 02649    |
| Rozet-Saint-Albin       | 292    | 2210         | 02662    |
| Saint-Gengoulph         | 141    | 2810         | 02679    |
| Silly-la-Poterie        | 138    | 2460         | 02718    |
| Sommelans               | 54     | 2470         | 02724    |
| Torcy-en-Valois         | 73     | 2810         | 02744    |
| Troësnes                | 213    | 2460         | 02749    |
| Veuilly-la-Poterie      | 127    | 2810         | 02792    |
| Vichel-Nanteuil         | 86     | 2210         | 02796    |

## Biến động dân số
| 1962                                                     | 1968  | 1975  | 1982  | 1990  | 1999  |
| -------------------------------------------------------- | ----- | ----- | ----- | ----- | ----- |
| 7 421                                                    | 8 171 | 7 605 | 7 781 | 9 065 | 9 553 |
| Nombre retenu à partir de 1962 : dân số không tính trùng |       |       |       |       |       |